# TB (DM Command)
TB (TO_BOTTOM)とは、アポロコンピュータ社のコンピュータに搭載されていたウィンドウシステム（ディスプレイマネージャ）で利用できた、制御コマンド『DMコマンド』の一つ。

## 概要
TB コマンドは、カーソルをウインドウの最下行に移動する。

## 利用法
TB コマンドはカーソルをウインドウの最下行に移動する。
これはパッドの最下行をウインドウに移動するPB コマンドとは対照的である。
TB は引数やオプションを必要としない。